# Arghandab (rivière)
Pour les articles homonymes, voir Arghandab.
L'Arghandab est une rivière d'Afghanistan de plus ou moins 400 kilomètres de long qui coule dans les provinces de Ghazni, Kandahar, Zâbol et Helmand. Il est le principal affluent de l'Helmand, et longe la grande ville de Kandahar. 

## Géographie

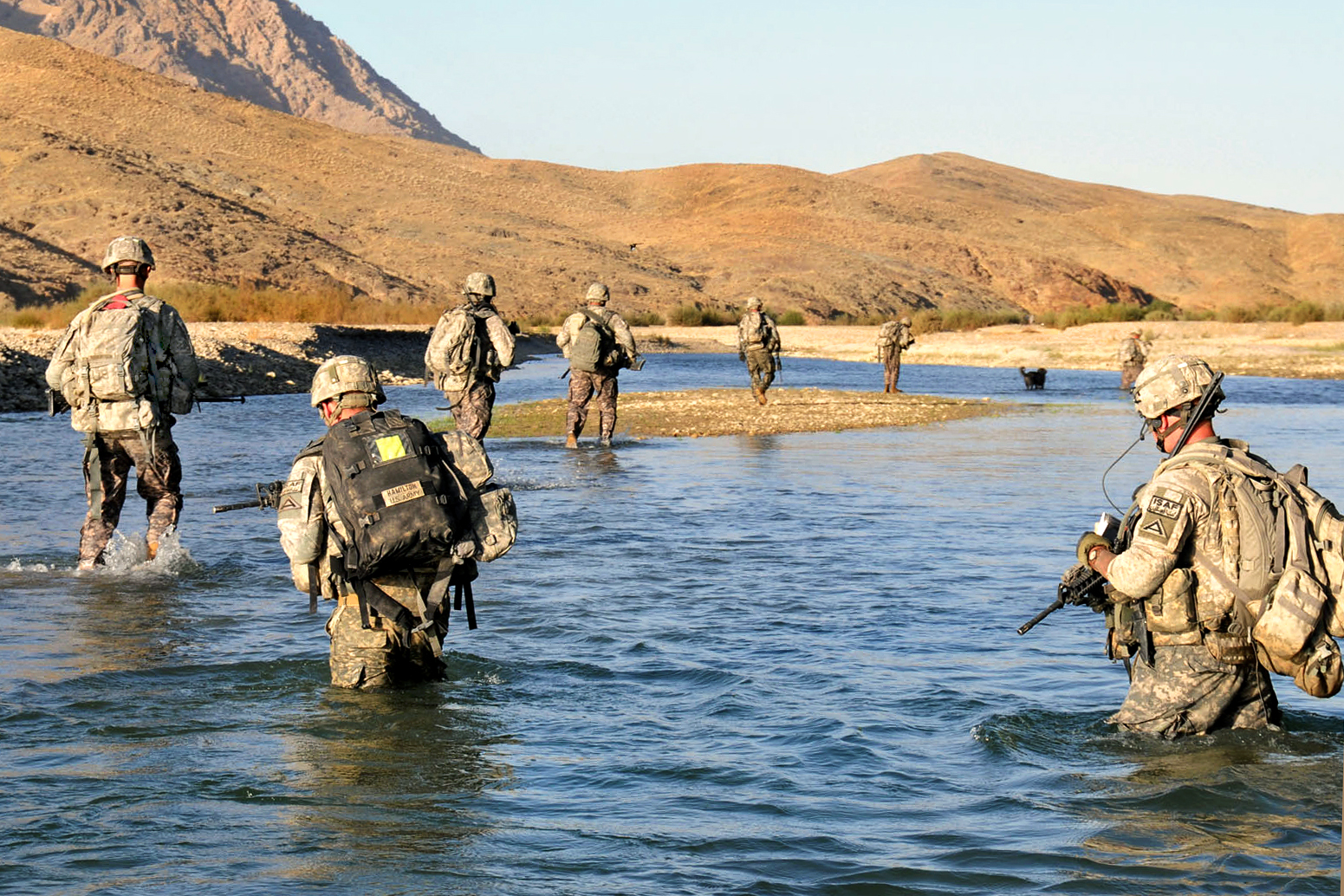
Soldats américains traversant la rivière Arghandab

La rivière naît dans la région de l'Hazarajat (peuplée de Hazaras) au nord-ouest de la ville de Ghazni, et coule vers le sud-ouest, tout comme l'Helmand. 40 kilomètres avant la ville Kandahar son cours est barré par un barrage, appelé barrage de l'Arghandab ou barrage de Dahla destiné à alimenter la vallée et la ville en aval. L'Arghandab ne baigne pas Kandahar, mais passe quelque peu à l'ouest. Peu après la ville, la rivière prend la direction de l'ouest et longe le désert de sable du Registan (ou Regestan) situé à sa gauche, côté sud. Elle finit par rejoindre l'Helmand, 50 km en aval de Girichk au niveau de Qala-i Bost (aux environs de Lachkar Gah). 
Dans son cours inférieur, c'est-à-dire en aval du barrage, les eaux de l'Arghandab sont largement utilisées pour l'irrigation (oasis de Kandahar), et des prélèvements importants sont effectués. Son débit s'en trouve fort diminué. Certaines années fort sèches, il peut se trouver réduit à peu de chose au niveau de son confluent.

## Affluents
- L'Arghastan et le Dori le rejoignent en rive gauche à 50 kilomètres au sud-ouest de Kandahar. L'Arghastan est lui-même doté de deux affluents notables, le Tarnak et le Lorah.

## Le barrage de l'Arghandab ou de Dahla
Le barrage de l'Arghandab ou de Dahla a créé un important réservoir, nettement plus petit cependant que celui de Karajai sur l'Helmand. Sa capacité est de 480 millions de mètres cubes. La digue a 45 mètres de haut. Situé à une quarantaine de kilomètres au nord-est de Kandahar, il retient l'eau avant tout pour l'irrigation de la basse vallée de la rivière, autour de Kandahar.
Localisation : 31° 50′ 58″ N, 65° 53′ 18″ E

## Débits de l'Arghandab

### Hydrométrie - Les débits naturels en amont du barrage
Le débit de l'Arghandab a été observé pendant 9 ans (entre 1951 et 1960) en amont du barrage de Dahla. 
En amont du barrage, le débit inter-annuel moyen ou module observé sur cette période était de 44,7 m3/s pour une surface de bassin versant de 11 500 km2. La lame d'eau écoulée dans cette partie du bassin - de loin la plus importante du point de vue de l'écoulement - atteint ainsi le chiffre de 123 millimètres par an, ce qui peut être considéré comme moyen.

### Débits en aval du barrage
Le barrage a influencé profondément le débit de l'Arghandab. Entre fin décembre et la mi-février, c'est la période hivernale, et les besoins en eau pour l'agriculture sont nuls. Le barrage ne relâche qu'une quantité d'eau minime (moins d'un demi mètre cube par seconde) afin de satisfaire les besoins domestiques de la population. Durant cette période, le réservoir se remplit. C'est la phase de remplissage
Dès le 15 février, le printemps étant arrivé, la saison agricole démarre. C'est aussi la période de fonte des neiges donc des crues annuelles, et les lâchers du barrage débutent, assurant de gros débits (souvent de l'ordre de 80 à 100 m3/s, voire plus en cas de crue importante). Ces quantités dépassant très largement les besoins agricoles et autres, assurent un débit libre important pour la rivière, dont les eaux abondantes peuvent dès lors se ruer vers l'Helmand et le Sistan iranien. Cette période de lâchers surabondants dure jusque fin avril en général. À ce moment le réservoir est plein.
Suit alors, durant tout le long été afghan et durant l'automne, une période de lâchers plus modestes (entre 20 et 40 m3/s) assurant ainsi tant les besoins agricoles pour toute la durée de la période végétative, que les besoins domestiques et autres, ainsi qu'un débit suffisant pour le cours d'eau, en aval de la région de Kandahar. Fin décembre, le niveau du réservoir est au plus bas, et le cycle recommence.
À noter que les débits au niveau du barrage ne constituent qu'une partie du débit de l'Arghandab, puisqu'ils n'incluent pas ceux de son affluent le Tarnak (grossi du Dori, de l'Arghastan et du Lorah). C'est cependant de loin la partie la plus importante du débit total, puisque la presque totalité du volume de ses quatre affluents est consommée par l'irrigation avant de confluer avec lui. L'Arghandab lui-même verra son débit diminuer après que des prélèvements importants ont été effectués lors de son passage dans la région de Kandahar. 
Il faut ajouter que les mesures de débit utilisables s'arrêtent fin 1979, à la suite des hostilités qui ont désorganisé le pays.

### Répartition mensuelle
Le tableau suivant reprend les moyennes des mesures des débits mensuels effectuées sur 
l'Arghandab à Qala-i Bost, au niveau de son confluent avec l'Helmand.
Ces mesures ont été faites entre 1953 et 1965. 
| Période             | Débits mensuels moyens en millions de m³ |
| Période             | Arghandab à Qala-i Bost                  |
| ------------------- | ---------------------------------------- |
|                     |                                          |
| octobre             | 10                                       |
| novembre            | 18                                       |
| décembre            | 67                                       |
| janvier             | 67                                       |
| février             | 115                                      |
| mars                | 142                                      |
| avril               | 314                                      |
| mai                 | 184                                      |
| juin                | 49                                       |
| juillet             | 77                                       |
| août                | 14                                       |
| septembre           | 8                                        |
| Total annuel        | 1 065                                    |
| Débit moyen en m3/s | 33,77                                    |

## Histoire
Si la ville de Kandahar correspond bien à l'antique Alexandrie d'Arachosie, il est possible mais non certain que l'on puisse identifier l'Arghandab avec l' Arachotus des anciens. D'aucuns pensent qu'il s'agirait plutôt de son affluent principal, le Tarnak. Les deux rivières coulent parallèlement, mais le Tarnak est plus court (320 km) et moins abondant. 